# Absolutely
Absolutely ist ein Jazzalbum von Bill Allred und Roy Williams. Die am 28. September 1995 in Hamburg entstandenen Aufnahmen erschienen 1996 auf Nagel-Heyer Records.

## Hintergrund
Zwei Posaunen mit einer Rhythmusgruppe sind eine bewährte Formel, die erstmals in den 1950er-Jahren durch den Swing-beeinflussen Cool Jazz von J. J. Johnson und Kai Winding bekannt wurde, und Bill Allred und Roy Williams würden mit dieser Aufnahme voll und ganz in dieser Tradition stehen, notierte Steve Loewy. Allred und Williams stehen an der Spitze einer Rhythmusgruppe, die der Pianist Johnny Varro, der Bassist Isla Eckinger und der Schlagzeuger Butch Miles bildeten. Die Band konzentrierte sich im Hamburger Blue Noise Studio auf beliebte Standards wie „It’s Only a Paper Moon“, „Makin’ Whoopee“, „Satin Doll“ „Sometimes I’m Happy“ und „Too Close for Comfort“.

## Titelliste
- Bill Allred & Roy Williams: Absolutely (Nagel Heyer Records CD 024)[2]

1. Constantly (Vic Dickenson) 04:19
2. Satin Doll (Duke Ellington, Johnny Mercer, Billy Strayhorn) 8:36
3. Isn't It a Pity? (George Gershwin, Ira Gershwin) 04:38
4. Gypsy in My Soul (Clay Boland, Moe Jaffe) 5:18
5. Too Close for Comfort (Jerry Bock, Larry Holofcener, George David Weiss) 4:30
6. Blues #1 (Allred/Williams) 7:09
7. If There Is Someone Lovelier (Howard Dietz, Arthur Schwartz) 4:14
8. Absolutely (M. Williams) 4:13
9. Blue Bones (Allred/Williams) 5:16
10. So Beats My Heart for You (Pat Ballard, Charles Henderson, Tom Waring) 4:52
11. It's Only a Paper Moon (Harold Arlen, Yip Harburg, Billy Rose) 5:27
12. Makin’ Whoopee (Walter Donaldson, Gus Kahn) 2:45
13. Sometimes I'm Happy (Irving Caesar, Clifford Grey, Vincent Youmans) 4:35
14. You're Driving Me Crazy (Walter Donaldson) 3:41

## Rezeption
Steve Loewy verlieh dem Album in Allmusic vier Sterne und schrieb, die beiden Posaunisten würden mit ihren straffen Harmonien, ihrem schwungvollen Tempo und ihrer durchweg guten Laune für gefühlvolle Spannung sorgen. Dabei würden sich die beiden Posaunisten nicht allzu ernst nehmen; sie konzentrierten sich darauf, miteinander eine tolle Zeit zu haben. Unabhängig davon, wie anspruchsvoll der jeweilige Geschmack sei, wenn man sich jemals gefragt habe, was einen überhaupt zum Jazz hingezogen habe, könnte es durchaus die Art von unverfälschter Freude gewesen sein, die dieses glorreiche Quintett zum Ausdruck bringe. Allred und Williams könne man als „vormoderne Stilisten“ bezeichnen: kraftvoll, sogar rau, aber mit großartiger Technik.
Viel Spaß gebe es hier, schrieben Richard Cook und Brian Morton in The Penguin Guide to Jazz, und dies sei auch eine seltene Ergänzung zum winzigen Kanon der Zwei-Posaunen-Platten. Allred habe zwar einen Großteil seiner Karriere in Florida abseits strenger Jazz-Situationen verbracht, aber seine Fähigkeiten seien tadellos und er überlasse hier nichts dem ungleich bekannteren Roy Williams. Die Melodien seien sehr interessant, mit einem Haudegen wie „It's Only a Paper Moon“, aufgepeppt mit einem schroffen Latin-Arrangement, und die Rhythmusgruppe präsentierte sich durchweg gut – sogar Butch Miles, sonst immer ungestüm, habe sich im Griff – doch drehe sich letztlich alles um die Posaunen. Auch wenn es sich hierbei nicht um einen Wettbewerb handele, dürfte Allred bei dieser Gelegenheit ganz sicher die größte Ehre zuteilwerden.